# Пандус (река)
Пандус — река в Лукояновском районе Нижегородской области России. Устье реки находится в 237 км по левому берегу реки Алатырь. Длина составляет 18 км, площадь водосборного бассейна — 83,8 км². На реке — посёлок городского типа имени Степана Разина.
Исток реки находится на водоразделе Суры и Оки, недалеко от истока Пандуса берёт начало Тёша.
На водосборе расположен 1 небольшой пруд. Река протекает по всхолмленной равнине, находится в ландшафтном районе Приволжской возвышенности, с абсолютными высотами до 247 метров над уровнем моря. Поверхность Приволжской возвышенности сильно изрезана промоинами и оврагами, на территории преобладают грядово-увалистые формы рельефа. Грунты в долине реки преимущественно песчаные и супесчаные. Растительный покров составляют смешанные леса (береза, дуб, липа, осина, сосна). В верховьях водосбор заболочен. Посёлок городского типа им. Степана Разина имеет стекольный завод, леспромхоз. Ширина реки в среднем составляет около 2 м, имеются немногочисленные расширения до 7—15 м. Глубина реки: до 0,15—0,2 м, максимальная 0,6—0,8 м. Скорость течения реки: 0,08 м/с. Грунты русла реки песчано-каменистые. Берега крутые высотой от 3 м и более. Пойма в верховьях и ближе к устью реки большей частью заболочена и покрыта луговой растительностью. Питание реки преимущественно снеговое, замерзает в середине ноября, вскрывается — в начале апреля, межень устанавливается в начале мая. В среднем течении зарастаемость погруженной водной растительностью достигает 10 %. Встречаются рдест, элодея канадская, нитчатка, водокрас. По гидрохимическим показателям вода р. Пандус относится к кальциевой группе, гидрокарбонатному классу. Вода умеренно жёсткая. Минерализация средняя. рН воды кислая. Цветность воды не превышает 50°. Растворенных солей железа, а также минерального азота и фосфора мало. Величины, характеризующие содержание органических соединений, не превышают нормативных значений.

## Данные водного реестра
По данным государственного водного реестра России относится к Верхневолжскому бассейновому округу, водохозяйственный участок реки — Алатырь от истока и до устья, речной подбассейн реки — Сура. Речной бассейн реки — (Верхняя) Волга до Куйбышевского водохранилища (без бассейна Оки).
Код объекта в государственном водном реестре — 08010500212110000037850.